# Zig-zag (jeu)
Pour les articles homonymes, voir Zigzag (homonymie).
Le Zig-zag ou Slalom est une variante du jass des plus intéressantes car assez complexe et moins soumise aux aléas de la chance.
À tour de rôle, chaque équipe a le choix entre sept options :
- cœur ou carreau : les points ont leur valeur traditionnelle, le match rapporte 257 pts ;
- pique ou trèfle : les points sont doublés, le match vaut 514 pts ;
- de haut en bas ou de bas en haut : il n'y a pas d'atout, les huit valent donc 8 pts pour compenser l'absence du bour et du nell et arriver au total de 157 points. Les points sont ensuite triplés ; le match rapporte 771 points. Attention : dans l'option de bas en haut, les annonces sont aussi inversées, quatre six, sept, huit, neuf ou dix valent 100 pts (à tripler ensuite), tandis que quatre valets, dames, rois ou as ne valent rien...
- zig-zag ou slalom : combinaison alternée des deux options précédentes, avec changement à chaque pli, une fois de bas en haut puis une fois de haut en bas, etc (ou inversement, le choix de départ est dicté par le joueur qui a choisi l'option zig-zag ou slalom. Les points sont quadruplés. Le match vaut 1028 pts.
- L'équipe gagnante est celle qui la première atteint 2500 points.